# Obscuriphantes
Obscuriphantes là một chi nhện trong họ Linyphiidae.